# Matts Danielsson
Matts Danielsson, född 26 mars 1704 i Västanvik, Leksands socken, död 1743 i Stockholm, var en svensk bonde och upprorsledare under Dalupproret 1743.
Matts Danielsson var son till bonden Daniel Andersson och yngst av fyra syskon, av vilka en bror drunknade i unga år och den andra dog i kriget 1719. Han gifte sig 1725 och övertog 1731 faderns gård, som var ganska liten. Han hade dock ett så stort förtroende bland folket i hemtrakten, att han kallades "Leksandskungen". Om hans liv före 1742 är mycket lite känt, och i de tidiga oroligheterna i Dalarna förekommer han inte som någon framträdande gestalt. Han var dock fullmäktig vid landstingen i Falun juli 1742.
Hösten 1742 företog Matts Danielsson en resa till Stockholm, där han knöt kontakter med olika partier, och återvände i sällskap med riksdagsmannen Skinnar Per Andersson. Då allmogen i Hälsingland vintern 1742/1743 planerade ett gemensamt uppror för att protestera mot soldatutskrivningarna kontaktade de Matts Danielsson, som till en början förhöll sig mycket avvaktande. I mars 1743 deltog han dock i en deputation till Stockholm. I Stockholm övergick han och hans kamrater till det parti som stödde en dansk kronprins, han kom dock inte att bryta sina kontakter med hattpartiet och hans uppträdande var fortsatt mycket försiktigt. I ett tal inför bondeståndet klargjorde han dock att inga soldater skulle utlämnas förrän generalerna som orsakat de stora förlusterna i kriget hade straffats.
Vid återkomsten till hemtrakterna verkade Matts Danielsson för anordnandet av ett nytt landsting i Leksand 12 april och förde därunder delvis orden men underskrev inte beslutet. Vid förhindrandet av soldaternas utmarsch skall han dock ha varit aktiv verksam. Då allmogen kort därefter 24 april 1743 vände sig till den danske envoyén med förslag om uppror och ville att Matts Danielsson skulle skriva under dokumentet å Dalaallmogens vägnar vägrade han dock ha något med dokumentet att göra. Han närvarade inte heller vid mötet i Lisselby 30 maj då man beslutade om ett uppror.
Efter beslutet ändrade dock Matts Danielsson hållning, möjligen för att annars förlora inflytande. I Falun 8-11 juni framträdde han till och med som en av ledarna för de ytterligtgående falangerna inom upprorshären, vilkan bland annat motarbetade en uppgörelse med Stora Kopparbergs Bergslag. Detta framkallade en brytning mellan Matts Danielsson och Gustaf Schedin. Detta hindrade Matts Danielssons val till fullmäktig och Schedin lät slutligen häkta Matts. Snart frigiven lyckades dock Matts trots detta bli vald till fullmäktig 14 juni och 16 juni var han en av dem som störtade Schedin som ledare.
Under de följande dagarna tillhörde Matts Danielsson en av de dominerande inom upprorshären och drev även underhandlingar i Stockholm. Underrättelsen om freden i Åbo torde ha gjort honom betänksam, varför han drog sig ifrån förhandlingarna. Den 21 juni var eller låtsades han vara sjuk. Dagen därpå var han dock åter med och gilade uppgörelsen med ständerna och att dalahären under vissa villkor skulle återtåga. När striderna bröt ut vid Gustav Adolfs torg satt Matts Danielsson just och åt middag hos hovstallmästare Christian Sigismund Wiebel. Han valde då att ta till flykten men häktades vid återkomsten till Leksand och fördes till Stockholm.
Under rannsakningarna inför hovrätten nekade han till det mesta han anklagades för och kunde ej överbevisas, och kom att skylla det mesta på Schedin. Vilket straff han skulle ha fått är okänt, Matts Danielsson avled i slutet av året i fängelset innan dom avkunnats.